# Chieti (tỉnh)
Tỉnh Chieti (tiếng Ý:Provincia di Chieti) là một tỉnh ở vùng Abruzzo của Ý. Tỉnh lỵ là thành phố Chieti.
Tỉnh này có diện tích 2.588 km², tổng dân số là 381.993 người năm 2001. Có 104 đô thị (Tiếng Ý: comuni) ở trong tỉnh này , xem các đô thị của tỉnh Chieti.

## Các địa điểm tham quan
- Giardino Botanico della Majella
- Giardino Botanico Mediterraneo
- Vườn quốc gia Majella